# Žarko
Žarko je moško osebno ime.

## Izvor imena
Ime Žarko je južnoslovansko ime, tvojeno s pripono -ko k besedi žar. Žarko je ime, ki pomensko ustreza latinskemu Candidus, slovensko Kandid, ki izhaja iz latinskega pridevnika candidus v pomenih »bel, bleščeče bel, snežnobel, žareč, svetel, pošten, neprisiljen«.

## Različice imena
- moške oblike imena: Žar, Žare, Žarimir, Žaro, Žaromil
- ženske oblike imena: Žara, Žarica, Žarka
- sorodne oblike imena: Bela, Blanka, Lucija, Kandid, Kandido, Zora, Zoran

## Pogostost imena
Po podatkih Statističnega urada Republike Slovenije je bilo na dan 31. decembra 2007 v Sloveniji 684 oseb z imenom Žarko. Ime Žarko je bilo na ta dan po pogostosti uporabe na 209. mestu.

## Osebni praznik
V koledarju sta 3. oktobra Kandid (Žarko), rimski mučenec (umrl leta 278) in Kandid (Žarko), italijanski mučenec v Innichenu (umrl leta 192).

## Znane osebe
Žarko Ignjatovič (kitarist), Žarko Petan (pisatelj in režiser), Žarko Pregelj (politik), Žare Pak (glasbenik in režiser)

## Zanimivost
S pridevnikom candidus je povezana tudi latinska beseda candidatus »v belo oblečen«. V starem Rimu so prosilci za višje službe nosili med volitvami belo togo. 